# Augustynów (Bełchatów)
Pour les articles homonymes, voir Augustynów.
Augustynów (prononciation [au̯ɡusˈtɨnuf]) est un village de la gmina de Bełchatów, du powiat de Bełchatów, dans la voïvodie de Łódź, situé dans le centre de la Pologne.
Il se situe à environ 7 kilomètres au sud-est de Bełchatów (siège de la gmina et du powiat) et 52 kilomètres au sud de Łódź (capitale de la voïvodie).

## Administration
De 1975 à 1998, le village est attaché administrativement à l'ancienne voïvodie de Piotrków.

Depuis 1999, il fait partie de la nouvelle voïvodie de Łódź.